# Giulia de' Medici
Giulia Romola de' Medici (Firenze, 5 novembre 1535 – Firenze, 1588 circa) fu una figlia illegittima di Alessandro de' Medici, duca di Firenze.

## Biografia

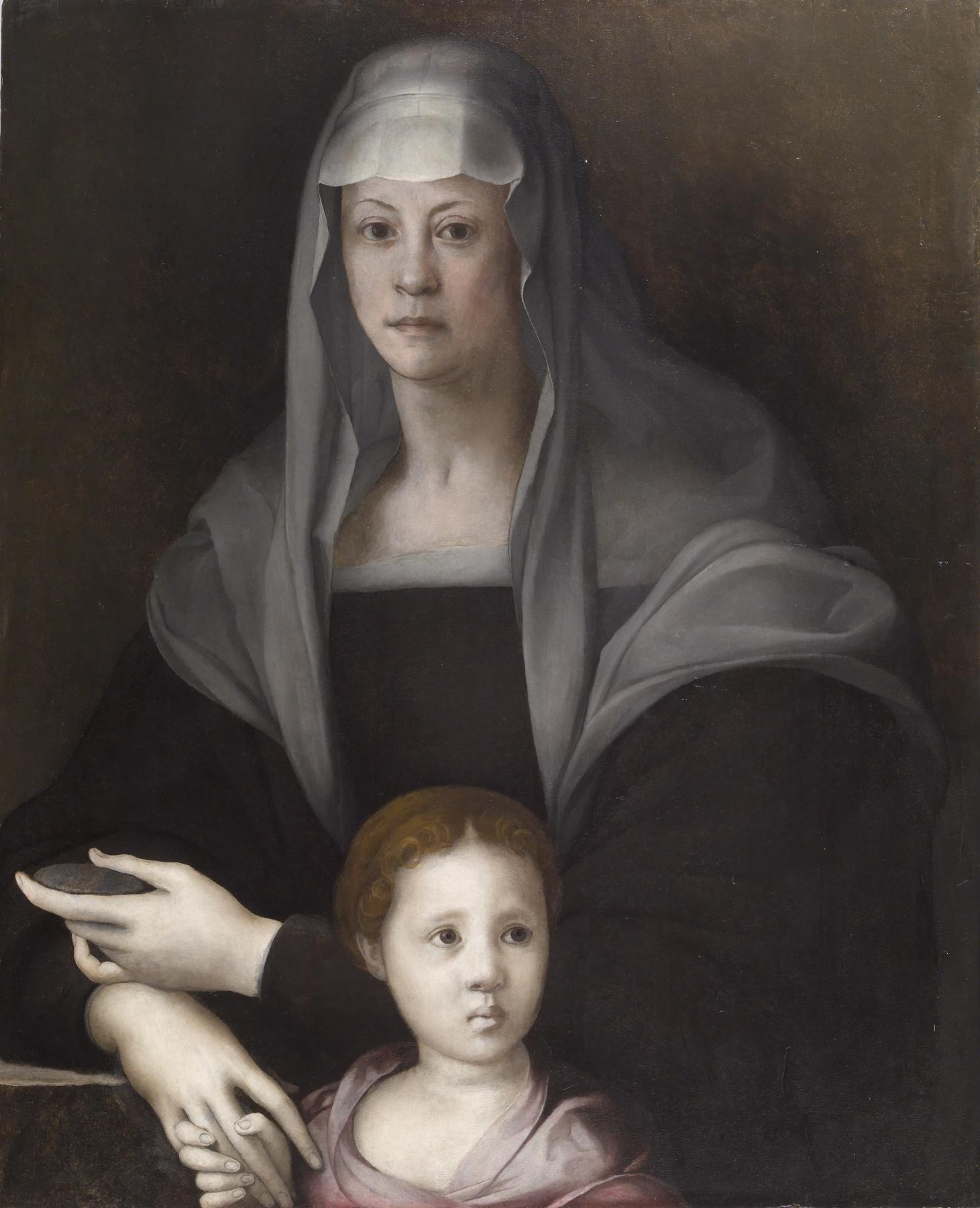
Pontormo, Ritratto di Maria Salviati e una bambina, forse Giulia de' Medici

Nata dall'amante Taddea Malaspina due anni prima della morte del padre Alessandro de' Medici, duca di Firenze, avvenuta nel 1537, fu allevata nel monastero di San Clemente a Firenze, poi da Maria Salviati, madre del futuro Cosimo I di Toscana.
Si sposò in prime nozze nel 1550 con il duca di Popoli Francesco Cantelmo, portandogli 25 000 ducati in dote, poi, rimasta vedova nel 1556, si risposò in seconde nozze nel 1559 con Bernardetto de' Medici, figlio di Ottaviano.
Giulia aveva un carattere molto altezzoso ed orgoglioso delle proprie origine medicee, e alla corte di Cosimo pretendeva di essere trattata alla stregua della granduchessa Eleonora di Toledo, causando alcune tensioni con i familiari. Nel 1567 lasciò Firenze e si spostò nel Regno di Napoli, precisamente nella zona vesuviana interna, dove il marito Bernardetto de' Medici aveva acquistato nel 1567 da Cesare I Gonzaga principe di Molfetta per 50 000 ducati il feudo di Ottaiano, dando così origine alla linea dei Medici di Ottaiano.
Di lei restano due ritratti: uno eseguito da Pontormo assieme a Maria Salviati, anche se taluni individuano nella giovane persona in basso Cosimo I stesso, e uno in età adulta.

## Discendenza
Il figlio avuto dal suo secondo matrimonio, Alessandro (?-1606), divenne generale dell'esercito pontificio e governatore di Borgo. Ci è pervenuto un carteggio di Giulia, con lettere a Cosimo I e ad altri personaggi. In una di queste lettere, in risposta, Cosimo I si firmò affettuosamente «come padre, el duca di Firenze».

## Ascendenza
|                               |                     |                              | Genitori                           |  |  | Nonni |  |  | Bisnonni            |  |  | Trisnonni        |  |
|                               |                     |                              |                                    |  |  |       |  |  | Giuliano de' Medici |  |  | Piero de' Medici |  |
|                               |                     |                              |                                    |  |  |       |  |  | Giuliano de' Medici |  |  | Piero de' Medici |  |
|                               |                     | Lucrezia Tornabuoni          |                                    |  |  |       |  |  | Giuliano de' Medici |  |  |                  |  |
| Giulio Zanobi de' Medici      |                     |                              |                                    |  |  |       |  |  | Giuliano de' Medici |  |  |                  |  |
|                               |                     | Fioretta Gorini              | Antonio Gorini                     |  |  |       |  |  |                     |  |  |                  |  |
|                               |                     | Fioretta Gorini              | Antonio Gorini                     |  |  |       |  |  |                     |  |  |                  |  |
|                               |                     | Fioretta Gorini              | ?                                  |  |  |       |  |  |                     |  |  |                  |  |
| Alessandro de' Medici         |                     | Fioretta Gorini              |                                    |  |  |       |  |  |                     |  |  |                  |  |
|                               |                     | ?                            | ?                                  |  |  |       |  |  |                     |  |  |                  |  |
|                               |                     | ?                            | ?                                  |  |  |       |  |  |                     |  |  |                  |  |
|                               |                     | ?                            | ?                                  |  |  |       |  |  |                     |  |  |                  |  |
| Simonetta da Collevecchio     |                     | ?                            |                                    |  |  |       |  |  |                     |  |  |                  |  |
|                               |                     | ?                            | ?                                  |  |  |       |  |  |                     |  |  |                  |  |
|                               |                     | ?                            | ?                                  |  |  |       |  |  |                     |  |  |                  |  |
|                               |                     | ?                            | ?                                  |  |  |       |  |  |                     |  |  |                  |  |
| Giulia de' Medici             |                     | ?                            |                                    |  |  |       |  |  |                     |  |  |                  |  |
|                               | Giacomo I Malaspina | Antonio Alberico I Malaspina |                                    |  |  |       |  |  |                     |  |  |                  |  |
|                               | Giacomo I Malaspina | Antonio Alberico I Malaspina |                                    |  |  |       |  |  |                     |  |  |                  |  |
|                               | Giacomo I Malaspina | Giovanna Malaspina           |                                    |  |  |       |  |  |                     |  |  |                  |  |
| Antonio Alberico II Malaspina | Giacomo I Malaspina |                              |                                    |  |  |       |  |  |                     |  |  |                  |  |
|                               |                     | Taddea Pico della Mirandola  | Francesco III Pico della Mirandola |  |  |       |  |  |                     |  |  |                  |  |
|                               |                     | Taddea Pico della Mirandola  | Francesco III Pico della Mirandola |  |  |       |  |  |                     |  |  |                  |  |
|                               |                     | Taddea Pico della Mirandola  | Pietra Pio                         |  |  |       |  |  |                     |  |  |                  |  |
| Taddea Malaspina              |                     | Taddea Pico della Mirandola  |                                    |  |  |       |  |  |                     |  |  |                  |  |
|                               |                     | Sigismondo I d'Este          | Niccolò III d'Este                 |  |  |       |  |  |                     |  |  |                  |  |
|                               |                     | Sigismondo I d'Este          | Niccolò III d'Este                 |  |  |       |  |  |                     |  |  |                  |  |
|                               |                     | Sigismondo I d'Este          | Ricciarda di Saluzzo               |  |  |       |  |  |                     |  |  |                  |  |
| Lucrezia d'Este               |                     | Sigismondo I d'Este          |                                    |  |  |       |  |  |                     |  |  |                  |  |
|                               |                     | Pizzocara ?                  | ?                                  |  |  |       |  |  |                     |  |  |                  |  |
|                               |                     | Pizzocara ?                  | ?                                  |  |  |       |  |  |                     |  |  |                  |  |
|                               |                     | Pizzocara ?                  | ?                                  |  |  |       |  |  |                     |  |  |                  |  |
|                               |                     | Pizzocara ?                  |                                    |  |  |       |  |  |                     |  |  |                  |  |